# 楊梅兼高
楊梅 兼高（やまもも かねたか）は、鎌倉時代後期から南北朝時代にかけての公卿。民部卿・楊梅兼行の子。官位は従二位・右衛門督。父と共に持明院統の近臣一辺倒であったため、後醍醐天皇在位時にはめぼしい官職に就くことができなかった。

## 経歴
以下、『公卿補任』、『尊卑分脈』の内容に従って記述する。
- 正応6年（1293年）1月5日、叙爵。
- 永仁3年（1295年）4月8日、従五位上に昇叙。
- 永仁5年（1297年）5月20日、正五位下に昇叙。12月17日、侍従に任ぜられる。
- 正安2年（1300年）5月29日、従四位下に昇叙。閏12月22日、左少将に任ぜられる。
- 嘉元3年（1305年）1月5日、従四位上に昇叙。
- 延慶元年（1308年）10月12日、左中将に転任。
- 延慶2年（1309年）1月6日、正四位下に昇叙。
- 延慶3年（1310年）12月28日、右中将に移る。
- 正和2年（1313年）9月6日、右兵衛督に任ぜられる。
- 正和4年（1315年）1月5日、従三位に叙される。同月13日、右兵衛督は元の如し。6月27日、右兵衛督を止める。7月21日、兵部卿に任ぜられる。
- 文保元年（1317年）2月5日、右衛門督に移る。4月16日、右衛門督を止める。
- 元亨2年（1322年）正三位に昇叙。
- 正慶元年/元弘2年（1332年）1月5日、従二位に昇叙。
- 正慶2年/元弘3年（1333年）5月17日、正三位に戻される。
- 建武4年/延元2年（1337年）3月29日、従二位に昇叙。
- 暦応元年/延元3年（1338年）12月28日、薨去。享年52。

## 系譜
- 父：楊梅兼行（1254-?）
- 母：従三位藤原頼清娘
- 妻：不詳
  - 男子：楊梅能行
  - 男子：楊梅兼親
  - 男子：楊梅兼能
  - 男子：楊梅兼藤